# 平野和子
平野 和子（ひらの かずこ）は1962年（昭和37年）のミス・ユニバース日本代表である。

## 来歴・人物
京都府京都市出身。ファッションモデルだった19歳のときミス・ユニバース、ミス・ワールド、ミス・インターナショナルの各日本代表を選ぶ「ミス日本コンテスト」に応募し、京都代表となった。1962年（昭和37年）6月14日、大阪市のフェスティバルホールで開かれた全国大会でミス・ユニバース日本代表に選出された。ミス・ワールド日本代表には兵庫代表の池田照子、ミス・インターナショナル日本代表には東京代表の牧かほるが選出された。平野は翌月にアメリカ合衆国のマイアミビーチで開かれたミス・ユニバース世界大会に出場したが、入賞を果たすことは出来なかった。
1967年（昭和42年）日用品の卸問屋を営む男性と結婚し、1974年（昭和49年）時点で5歳の息子と6歳と3歳の娘がいた。